# Горне (Караідельський район)
Го́рне (рос. Горное, башк. Горный) — присілок у складі Караідельського району Башкортостану, Росія. Входить до складу Ургушівської сільської ради.
Населення — 30 осіб (2010; 63 у 2002).
Національний склад:
- татари — 87 %